# 烏古孫良楨
乌古孙良桢（?—?），字幹卿，自号约斋，女真族乌古孙氏，临潢（今内蒙古巴林左旗东南）人。元朝大臣。元顺帝时中书右丞。乌古孙泽之子。
乌古孙良桢智颖好读书。元英宗至治二年（1322年）初任江阴判官，为婺州武义县尹。转任漳州路推官，有政绩。担任陕西行台监察御史，弹劾罢免辽阳行省左丞相达识帖睦迩和御史中丞胡居祐。元顺帝至正四年（1344年），担任刑部员外郎，转任御史台都事。至正五年（1345年），改任中书左司都事。历任江东道肃政廉访副使、中书省右司员外郎、郎中。至正九年（1349年），为参议中书省事，兼知经筵官。至正十一年（1351年），拜为治书侍御史，升任为中书省参知政事。至正十三年（1353年），升任中书左丞，兼任大司农卿。和右丞悟良哈台掌管屯田。至正十四年（1354年），担任淮南行省左丞，跟随太师脱脱攻打高邮张士诚。回朝为中书左丞分省彰德，主管军粮。至正十七年（1357年），担任大司农，至正十八年（1358年），升任中书右丞兼大司农。免去两浙租税。藏在家中有诗文奏议若干卷。

## 延伸阅读
[在维基数据编辑]
 《元史·卷187》，出自宋濂《元史》